# Скелетон
Скелетонът е зимен олимпийски спорт. Представлява спускане с шейна по улей за бобслей като състезателят има право да управлява шейната само с движения на тялото си. Състезателят провежда спускането с главата напред.
Шейничката е съставена от тяло от фибростъкло, свързано с болтове към рамка с две ски от неръждаема стомана. Тя няма елементи за управление.
Скелетонът е в програмата на зимните олимпийски игри от 1928 до 1948 (само за мъже) и от 2002 (и за жени).

## Правила
Скелетонът има само пет правила:
- Състезателят трябва да пресече финалната линия с главата напред
- Улеят трябва да е с дължина не повече от 1200 m.
- Шейната и състезателят трябва да имат маса максимум 115 kg заедно при мъжете и 92 kg при жените.
- Шейната може да е дълга до 1,2 m.
- Температурата на ските може да е максимум 4 °C по-висока от тази на еталонната шейна (шейна, която се оставя на открито един час преди състезанието)